# Štítina (zámek)
Zámek Štítina byl zámek (původně hrad či tvrz) v obci Štítina v okrese Opava.

## Historie
Štítina se poprvé zmiňuje v predikátu Beneše ze Štítiny v listině z roku 1282. Tuto zmínku však nelze chápat jako spolehlivou informaci o tom, že už tehdy stával ve Štítině kamenný hrad. Nejstarším jistým pramenem o existenci hradu je totiž až dílčí listina z 18. dubna 1377, kdy patřil Janovi z Bítova. Někdy mezi léty 1381–1383 donutil opavský kníže Přemek Jana z Bítova k prodeji Štítiny jeho bratru Aleši Zlámanci. Dále vlastnili Štítinu Mikuláš, farář v Plšti, bratři Oneš Kyjovec a Jan z Lukavce, Hartel Tunkel, Čeněk z Tvorkova, Zbyněk Hřivnáč z Heraltic. Jeho vdova Kateřina z Tvorkova přenechala Štítinu Tasovi z Bítova. V letech 1447–1452 držel hrad i ves Štítinu opavský kníže Vilém a po něm jeho bratr Arnošt. Arnošt roku 1461 postoupil tvrz Štítinu Jaroslavu Stošovi z Posutic, po němž jí držela vdova spolu se svými syny. Dalším vlastníkem tvrze se stal roku 1513 Matyáš Bystřický ze Studnic po něm Jindřich Šíp z Bránice. Od roku 1569 se stal majitelem Štítiny Fridrich st. Cetrys z Kynšperka. Jeho synové prodali tvrz i se statkem v roce 1576 Mikuláši Tvorkovskému z Kravař.
| „                         | Zámek pod šindelem, okolo vodním valem zapuštěný, vjezd po zdvihacím mostě do brány, která vrchem sklepena, spodem říčným kamenem dlážděna jest. Uvnitř plac čtyřhranný. Hned po pravé ruce jest síň, u ní dvéře železným plechem pobité, z té síně světnice sklepená o třech oknech zamřížených, pak komora, odtud dvéře do velké světnice o 4 oknech, odtud jedny dvéře do sklepa, druhé na plac. V levo od brány jest maštal pro 11 koní, vedle komora, pak sklep, v němž truhla se spisy, které se týčou statku štítinského, pak knihovna (velmi hojná, samé německé a latinské věci). Pak kuchyně, pekárna, čeledník, podle něho zeď, v které 4 okna prolomena a dvoje dveře, jedny vrchem, druhé spodem. Do vrchního štoku dvoje schody, jedny murované, druhé dřevěné na pavlač, kteráž pavlač dřevěná po třech stranách placu dřevěnými točenými palisádami obehnána a spodem vyřezávanými dubovými sloupy podepřena jest. Z pavlače od konce po levé ruce dveře do spižírny, úřed spižírnou komora, odtud do světnice první, druhé, třetí, pak do tafelštuby o 3 oknech, dvéře na pavlač. Vedle tafelštuby zas světnice, v ní oltář v muře postavený, kde se mše sv. konávala, nad ním obraz umučení P. Krista, kterýž oltář se dvéřemi zavírá. Odtud do síně, z které se může jíti na pavlač aneb na plac. – Pod zámkem pivnic šest sklepených, sedmá s povalem kladeným. Též vězení pro chlapy jménem Kabát. Vyjdouc ze zámku hned po mostě jest kolna vozová, podle ní pivovar, v němž sladovna. Dále u strouhy nová, dobře vybudovaná gořalna s jednou jizbou. | “ |
| — Popis zámku z roku 1691 | |   |

V roce 1806 získali zámek Čejkové z Badenfeldu, od kterých jej v roce 1837 koupil Řád německých rytířů. Po první světové válce v březnu 1919 uvalilo ministerstvo zemědělství v Praze na statek Štítina vnucenou správu. Řád vlastnil statek s zámkem až do roku 1925, kdy se v rámci první pozemkové reformy stal tzv. zbytkovým statkem, který získal president Slezské zemědělské rady a Ústřední hospodářské společnosti i Centrálního skladiště v Opavě František J. Zíka.
Po roce 1945 se stal majitelem zámku československý stát. Část objektu využíval MNV Štítina jako kanceláře a nacházelo se zde i pohostinství. V dalších letech neudržovaný zámek postupně chátral. V roce 1988 byl zpustlý a vyrabovaný objekt bez provedení památkového průzkumu a navzdory nesouhlasu památkářů zbourán.